# Lazare Tucher
Le chevalier Lazare Tucher est un négociant et financier hanséatique à Anvers, né le 1er novembre 1491 à Eisleben et mort 5 février 1563 à Anvers.

## Biographie
D'une des plus importantes familles patriciennes de Nuremberg, petit-neveu de Hans Tucher, Lazarus Tucher est le fils du négociant Berthold V Tucher (1454-1519) et de Christina Schmidtmaier.
Après avoir étudié durant trois années à Leipzig, il devient marchand et s'installe brièvement à Tournai, où il fait la rencontre de Jacqueline de Cocquiel (sœur de Charles de Cocquiel), qu'il épouse le 17 juillet 1520. Établi à Anvers, il est inscrit le 23 août 1517 dans les registres des échevins d'Anvers sous le nom de « Lazarus Tucher, marchand de Nuremberg, vivant actuellement à Dornick ». 
Il débute comme agent des grandes maisons de commerce allemandes telles que Fugger, Höchstetter (en), Manlich et Welser, avant de devenir spéculateur foncier, ainsi que sur les épices et les herbes (plante tinctoriale), s'appuyant sur la route maritime vers les Indes orientales par les Portugais. À partir de 1528, il se lance dans les affaires financières. Il développe son entreprise sur le chute de la société commerciale et bancaire Hochstetter, faillite dont il est chargé du règlement. Il reste étroitement surveillé par le clan anversois Tucher qui rapporte ainsi en 1526 à Nurenberg : « Lazare a pratiquement tout le commerce du poivre en son pouvoir. Quand quelqu'un doit échanger du poivre, cela doit toujours être fait par lui ».
Rapidement impliqué dans le commerce de l'argent et gagnant la confiance des dirigeants bruxellois, il devient agent financier du gouvernement bruxellois à la bourse en 1529. Il assure la cote en bourse les obligations d'État néerlandaises, espagnoles, portugaises et anglaises. Il est l'intermédiaire entre le gouvernement et la haute capitale allemande. Il soutient et finance la ville d'Anvers, l'empereur Charles Quint, les rois d'Espagne, d'Angleterre et du Portugal, les régents des Pays-Bas Marie et Marguerite. Membre du Conseil impérial, il devient conseiller impérial de Charles Quint et conseiller royal de Philippe II, 
Dans son entreprise, son beau-frère Charles de Cocquiel est le caissier et son cousin Hiéronymus II (fils de Hans XI Tucher et de Felicitas Rieter) est son comptable en chef.
Il résiste à la grande crise de 1557-1565 et, grâce à sa raideur face aux demandes royales de crédits et d'argent, en sort indemne, lui permettant par la suite d'avancer des sommes importantes en Angleterre. 
Il prête serment par la ville d'Anvers le 24 janvier 1560.
Il habite la maison Sint-Franciscus, située Lange Nieuwstraat à Anvers. Il se fait construire le château de Gallifort (nl) (Deurne) en 1542-43 . 
Il fait ériger une chapelle funéraire dans l'église Saint-Jacques d'Anvers, où quatre générations de Tucher seront également enterrées. Son fils, Ambroise Tuchel, échevin d'Anvers, épouse la fille de Lancelot d'Ursel. Son petit-fils Robert Tucher et son arrière-petit-fils Jean Antoine Tucher deviendront bourgmestres d'Anvers.